# Громково
Гро́мково (рос. Громково) — присілок у складі Богородського міського округу Московської області, Росія.

## Населення
Населення — 45 осіб (2010; 81 у 2002).
Національний склад (станом на 2002 рік):
- росіяни — 98 %